# Margiris Kowno
Margiris Kowno, oficj. Šachmatų klubas „Margiris” – litewski klub szachowy, sześciokrotny mistrz kraju.

## Historia
Klub powstał w 1993 roku na bazie klubu Banga Kowno. W latach 1998–1999 Margiris wystąpił w Pucharze Europy, kończąc za każdym razem zmagania w grupie eliminacyjnej (odpowiednio czwarte i piąte miejsce). W 2006 roku zespół zadebiutował w Lietuvos šachmatų lydze. W sezonie 2007/2008 Margiris zajął trzecie miejsce w lidze, a rok później uzyskał wicemistrzostwo. W 2009 roku zespół zajął trzynaste miejsce w Pucharze Europy. W latach 2010–2014 zespół pięciokrotnie z rzędu zdobył tytuł mistrza kraju. W tym okresie Margiris dwukrotnie uczestniczył w Pucharze Europy, zajmując 16. miejsce w 2010 roku oraz 27. pozycję w roku 2014. W sezonie 2015 klub zdobył wicemistrzostwo kraju, a w roku 2016 szósty tytuł mistrzowski. W latach 2018–2019 szachiści klubu zajmowali trzecie miejsce w mistrzostwach. Sezon 2022 Margiris ponownie zakończył na trzecim miejscu.

## Arcymistrzowie w historii klubu
- Algimantas Butnorius[19]
- Kaido Külaots[20]
- Aloyzas Kveinys[21]
- Vidmantas Mališauskas[19]
- Aleksander Miśta[22]
- Arturs Neikšāns[23]
- Eduardas Rozentalis[22]
- Darius Ruželė[21]
- Ilmārs Starostīts[20]
- Šarūnas Šulskis[19]
- Siergiej Tiwiakow[24]